# علي أكبر رشاد
علي أكبر رشاد (بالفارسية: علی اکبر صادقی رشاد) (1955 -)؛ مفكر إسلامي إيراني، يرأس المجمع العلمي العالي للثقافة والفكر الإسلامي، له 36 مؤلفًا، أبرزها كتاب فلسفة الدين، الذي تُرجم إلى عدة لغات. كرّمته اليونسكو، الإيسيسكو والمراكز العلمية في إيران لطرح «نظرية ابتناء».

## دراسته وتدريسه
بدأ علي أكبر رشاد دراسته في المدارس الدينية منذ عام 1965 في العاصمة طهران، ليغادرها عام 1970 إلى مدينة قم المقدسة. استفاد رشاد أكثر من 20 عامًا من دروس «خارج الفقه والأصول» للآيات العظام وحيد خراساني وعلي مشكيني وحسين علي منتظري وسيد علي خامنئي ومجتبى تهراني، وذلك بعد أن أنهى دروس «السطوح» عند الآيات العظام اعتمادي تبريزي، وبني فضل، ويوسف صانعي، وسيد علي محقق داماد، وجعفر سبحاني.
يدرس منذ عقود ثلاثين عاما، ورشاد يدّرس الفقه والأصول والفلسفة والعرفان في حوزة طهران العلمية، كما أنّه أصبح يدرّس منذ 11 عامًا خارج الفقه والأصول. ويعدّ رشاد مؤسسًا ومسؤولًا لحوزة الإمام رضا العلمية في طهران بمدارسها الأربع، وهي رضائية ومحمدية وثامنية، ومؤسسة الدراسات العليا الحوزوية، كما يترأس المجلس الأعلى لحوزات محافظة طهران العلمية.

## المجمع العلمي العالي للثقافة والفكر الإسلامي
يرأس رشاد أيضًا المجمع العلمي العالي للثقافة والفكر الإسلامي، وهو من أهم مراكز البحوث الدينية والعلمية في إيران، أسّسه رشاد عام 1993 بهدف إجراء دراسات فكرية معاصرة، وأبحاث نقدية تنظيرية في مجال المعرفة الدينية. ويصدر المجمع إلى جانب إصداره لأكثر من 1000 كتابًا، تسع مجلات علمية، هي قبسات، والذهن، والاقتصاد الإسلامي، والحقوق الإسلامية، وكتاب النقد، وزمانه (الدهر)، والحاشية باللغة الفارسية، وفصلية القبسات في مجال الأنظمة الاجتماعية الإسلامية باللغة العربية، ومجلة فلسفة الدين الدولية باللغة الإنجليزية.

## مؤلفاته
ألّف رشاد أكثر من 30 كتابًا، عشرات المقالات في الفلسفة وفلسفة الدين والكلام والعلوم القرآنية والفكر السياسي والفقه والأصول وفلسفه الأصول، كما يجري تحت إشرافه تنفيذ مشاريع أربع موسوعات هي: الموسوعة الفاطمية والموسوعة العلوية، والموسوعة القرآنية، والموسوعة النبوية.

## ندوات ومؤتمرات
قدّم رشاد محاضرات ومقالات كثيرة في ندوات ومؤتمرات دولية كثيرة في ألمانيا، الولايات المتحدة، النمسا، إسبانيا، الجزائر، الإمارات العربية المتحدة، بريطانيا، إيطاليا، البوسنة، باكستان، تركيا، تونس، روسيا، سريلانكا، سويسرا، السودان، سوريا، العراق، المملكة العربية السعودية، فرنسا، قبرص، لبنان، فاتيكان، الهند، اليونان و... غيرها.